# Siegmund Wiprecht von Zerbst
Siegmund Wiprecht von Zerbst (* 1. Januar 1606 in Thießen, Anhalt; † 9. September 1682 in Hundeluft, Anhalt) war ein deutscher Hofbeamter und Politiker.

## Leben
Zerbst war der Sohn des Wiprecht von Zerbst und dessen Ehefrau Catharina von Staupitz. Sein Vater starb noch vor seiner Geburt im September 1605 und seine Mutter am 9. Februar 1610.
Früh verwaist wuchs Zerbst bei seinem Onkel, dem kursächsischen Oberstallmeister von Taube auf. Dieser vermittelte ihm eine Anstellung als Page am Hof des Kurfürsten Johann Georg I. von Sachsen.
Als sein Vormund, der Bruder seiner Mutter, starb, brach Zerbst sein Studium an der Universität Wittenberg ab und beschäftigte sich mit der Verwaltung seines Erbes.
1639 berief man Zerbst in den Äußeren Ausschuß Anhalts und acht Jahre später avancierte er zum Inneren Ausschuß Anhalts. Gleichzeitig betraute man ihn 1647 mit dem Amt eines Landrates. 
Im selben Jahr noch nahm Fürst Ludwig I. von Anhalt-Köthen Siegmund von Zerbst in die Fruchtbringende Gesellschaft auf.  Der Fürst verlieh ihm den Gesellschaftsnamen der Gemäße und das Motto der Blutreinigung.  Als Emblem wurde Zerbst die Hindleuft roter Blüt (Cichorium intybus L. var. album Alef) zugedacht. Im Köthener Gesellschaftsbuch findet sich Zerbsts Eintrag unter der Nr. 466. Dort ist auch das Reimgesetz zu finden, welches er anlässlich seiner Aufnahme verfasst hatte:
Roht Hindleuft ist gemäs, wie man in büchern liest
Der reinigung des bluts, als ihre kraft bezeiget:
Der nahme mir Gemäß ward dannenher erkiest,
Damit zu deuten an, wie sehr’ ich bin geneiget
Zum dienst des Vaterlands, wer dem Verpflichtet ist
Und es getreulich meint, derselbe sich nicht beuget
Nach eigennutz’ und gunst, drum wil ich halten mich
Gemäß gemeiner sach’ und darbey halten stich.
1680 wurde Zerbst zu einem Unterdirektor der anhaltischen Landschaft befördert.
Im Alter von 76 Jahren starb Siegmund Wiprecht von Zerbst am 9. September 1682 in Hundeluft. Sein Grabstein befindet sich in der Hundelufter Kirche.